# Мнесарх
Мнесарх (др.-греч. Μνήσαρχος, Mnēsarkhos; 160—85 гг. до н. э.) — философ-стоик.
Он был учеником Диогена Вавилонского и Антипатра из Тарса. Цицерон пишет, что он был лидером школы стоиков в Афинах вместе с Дарданом в то время, когда Антиох Аскалонский отошёл от скептицизма (85 г. до н. э.). Он был учителем Антиоха и также мог учить Филона из Лариссы. После смерти Панетия Родосского (109 г. до н. э.) стоическая школа философии в Афинах была раздроблена, и Мнесарх являлся одним из лидеров стоицизма той эпохи. Предположительно, он умер, когда Цицерон изучал философию в Афинах. Цицерон упоминает его несколько раз и, по всей видимости, был знаком с его трудами.